# Xenochalepus diversipes
Xenochalepus diversipes es una especie de insecto coleóptero de la familia Chrysomelidae.
Fue descrita científicamente en 1931 por Maurice Pic.